# Gerhard Lindner (Politiker)

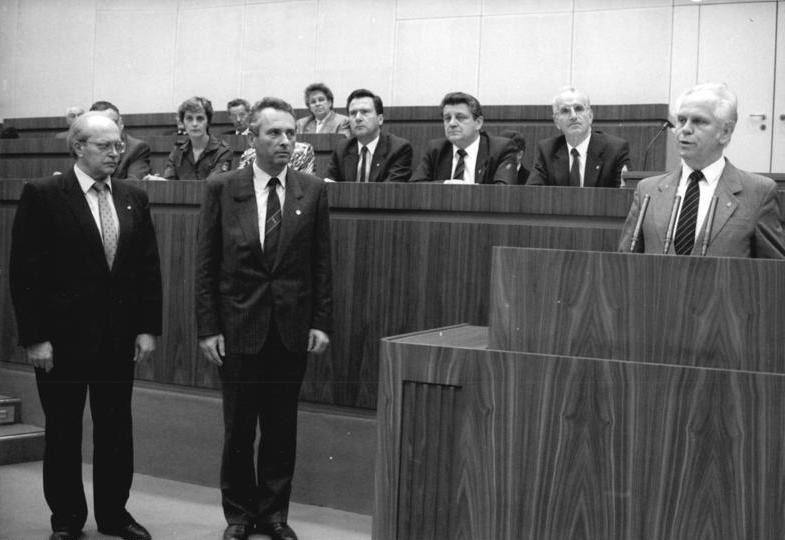
Die Volkskammer wählte am 17. November 1989 Gerhard Lindner (l.) zum Mitglied des Staatsrates. Zu sehen ferner: Manfred Mühlmann (Mitte), Stellvertreter des Vorsitzenden des Staatsrates, und Günther Maleuda (r.), Volkskammerpräsident

Gerhard Lindner (* 28. April 1929 in Leipzig) ist ein ehemaliger deutscher Politiker und Funktionär der DDR-Blockpartei LDPD.

## Leben und Wirken
Lindner, Sohn eines Handelsvertreters und einer Großhandelskauffrau, wuchs nach der Scheidung seiner Eltern bei den mütterlichen Großeltern auf. Von 1935 bis 1939 besuchte er die Volksschule und von 1939 bis 1947 die Oberschule in Leipzig, die er mit dem Abitur verließ. Zwischen 1947 und 1949 war er als Praktikant bei einem Rechtsanwalt und Notar in Leipzig tätig, um sich Vorkenntnisse für sein späteres juristisches Studium zu erwerben. Von 1949 bis 1954 absolvierte er ein Studium der Rechtswissenschaft an der Karl-Marx-Universität Leipzig, das er mit dem akademischen Grad eines Diplom-Juristen abschloss.
Nachdem Lindner bereits im Oktober 1946 der LDPD beigetreten war, arbeitete er zwischen 1954 und 1959 als Leiter der Abteilung Schulung und Kultur beim Sekretariat der Parteileitung der LDPD. Seit war 1954 er Mitglied des Zentralvorstandes, seit 1959 gehörte er zudem dem Politischen Ausschuss der LDPD an. Von 1959 bis 1966 war er hauptamtliches Mitglied des Büros des Präsidiums des Nationalrats der Nationalen Front. Zwischen 1966 und 1982 wirkte er als Sekretär des Zentralvorstandes und seit 1982 als stellvertretender Vorsitzender der LDPD. Nach der Wende in der DDR war er von März bis August 1990 Mitglied im BFD, seitdem der FDP.
Von 1958 bis 1963 war Lindner zunächst Berliner Vertreter und von 1963 bis März 1990 Mitglied der Volkskammer. Zwischen 1963 und 1969 war er dort Vorsitzender, zwischen 1969 und 1971 stellvertretender Vorsitzender des Ausschusses für Eingaben der Bürger. Von 1971 bis 1981 wirkte er als Mitglied, seit 1981 als Erster Stellvertreter des Vorsitzenden des Ausschusses für Auswärtige Angelegenheiten und seit 1971 ebenfalls als stellvertretender Vorsitzender der Interparlamentarischen Gruppe. Am 17. November 1989 wurde er in den Staatsrat der DDR gewählt, dem er bis zu dessen Auflösung im März 1990 angehörte.
Lindner war seit 1948 Mitglied der FDJ und seit 1954 Mitglied des FDGB. Zwischen 1954 und 1968 und erneut zwischen dem 28. Oktober 1972 und 1982 gehörte er dem Präsidialrat des Kulturbundes an. Von 1959 bis 1969 war er Mitglied des Präsidiums des Nationalrats der Nationalen Front und von 1959 bis 1966 auch Mitglied dessen Sekretariats. Seit 1960 fungierte er als Vizepräsident und 1990 schließlich als Präsident der Gesellschaft zur Förderung des olympischen Gedankens in der DDR. Zwischen 1973 und 1982 war er Mitglied des Präsidiums des Friedensrates der DDR und seit 1982 deren Vizepräsident. Seit 1974 gehörte er auch dem Weltfriedensrat an. Von 1976 an war er Mitglied des Präsidiums der Liga für Völkerfreundschaft, von 1965 bis 1976 fungierte er als Vizepräsident der Freundschaftsgesellschaft DDR-Lateinamerika und 1976 bis 1990 als Präsident der Freundschaftsgesellschaft DDR-Großbritannien.
Im Zuge der Forschungen zum DDR-Sicherheitsapparat wurde aufgedeckt, dass Lindner 1957/58 für die Hauptverwaltung A als Mitarbeiter einer Residentur in der Bundesrepublik Deutschland sowie zwischen 1958 und 1989 beim Ministerium für Staatssicherheit unter dem Decknamen „Hans Reichert“ in verschiedenen Kategorien als Geheimer Informator (GI) / Inoffizieller Mitarbeiter Sicherheit (IMS) bzw. Inoffizieller Mitarbeiter im besonderen Einsatz (IME) erfasst war.

## Auszeichnungen in der DDR
- Ehrenurkunde der LDPD (1958)
- Wilhelm-Külz-Ehrennadel (1963)
- Vaterländischer Verdienstorden in Bronze (1963 und 1969), in Silber (1973) sowie in Gold (1983)
- Ehrentitel Verdienter Aktivist (1967)
- Ehrennadel für Verdienste um die Freundschaft der Völker (1969)
- Verdienstmedaille der Nationalen Volksarmee in Bronze, in Silber (1977) sowie in Gold[6]
- Orden Banner der Arbeit Stufe I (1978)
- Medaille für treue Dienste in der Nationalen Volksarmee in Silber (1980) sowie in Gold (1984)[6]
- Orden Stern der Völkerfreundschaft in Gold (1989)
- Medaille der Waffenbrüderschaft in Silber (1989)[6]